# Televisión Canaria
Televisión Canaria ist ein öffentlich-rechtlicher Fernsehsender der Kanarischen Inseln, einer der Autonomen Gemeinschaften Spaniens. Sitz des Senders ist in Santa Cruz de Tenerife, C/ Bravo Murillo 5. Das Gesamtunternehmen Radio Televisión Canaria (RTVC) strahlt die Sender TV Canaria, TV Canaria 2 und TV Canaria net sowie das Radio TV Canaria aus.
Angeboten werden Informations- und Unterhaltungssendungen sowie Sport, Musik und Dokumentationen. Im Einzelnen zu nennen sind die Nachrichtensendungen Telenoticias 1, Canarias Directo und die Magazine Buenos Días Canarias und El Expreso de Mediodía. Hinzu kommen die Dokumentarreihen Canal Canarias, Andar Canarias und La Destiladera. Zur Unterhaltung dient die Folkloresendung La bodega de Julián und die Talkshow Nuestra gente.

## Geschichte
Gegründet wurde der Sender 1984, nachdem die Kanaren eine autonome Region Spaniens wurden. Am 21. August 1999 wurde erstmals unter dem Namen Televisión Autonómica de Canarias (TVAC) ausgestrahlt. Der Name Televisión Canaria wird seit 2001 verwendet. Die Sendeanstalt wird unter dem Dach der Federación de Organismos o Entidades de Radio y Televisión Autonómicos (FORTA), der Vereinigung der Organisationen oder Unternehmen des Autonomen Radio und Fernsehens geführt.
Auf den Kanaren können TV Canaria und TV Canaria 2 per DVB-T empfangen werden. Der Satellit Astra strahlte das Programm TV Canaria Sat aus, jedoch wurde es am 13. Mai 2011 abgeschaltet. Seitdem wird dieses Programm als TV Canaria net über das Internet weltweit verbreitet.